# Hartwig von Wersebe
Hartwig von Wersebe (* 16. Mai 1879 in Hannover; † 30. Oktober 1968 in München) war ein deutscher Konzertsänger und Gesangslehrer.

## Leben
Wersebes Eltern waren der Geh. Regierungsrat Carl von Wersebe (1835–1916) und seine Frau Theodora geb. Mylius (1845–1915). Er besuchte das Kaiser-Wilhelm- und Ratsgymnasium Hannover. Nach dem Abitur studierte er an der Ruprecht-Karls-Universität Heidelberg Rechtswissenschaft. 1901 wurde er im Corps Vandalia Heidelberg recipiert. Als Inaktiver wechselte er an die Ludwig-Maximilians-Universität München und die Georg-August-Universität Göttingen. Nachdem er das Referendarexamen bestanden hatte, wandte er sich dem Gesang zu. Von 1903 bis 1907 studierte er bei Rudolf Moest in Hannover, dann bei Heinrich Gudehus in Dresden und 1908/09 in Genf. 1907/08 war er als Opernsänger am Stadttheater Mainz engagiert. Von 1911 bis 1918 war er Konzertsänger in München. Nachdem er von 1916 bis 1918 am Ersten Weltkrieg teilgenommen hatte, war er ab 1919 Gesangslehrer in München. Dort engagierte er sich im Deutschen Tonkünstlerverband. Er starb mit 89 Jahren in München und wurde auf dem Friedhof von Meyenburg (Osterstade) beerdigt. Im Norden von Bremen ist dort noch heute der Stammsitz der Wersebe.

## Ehrungen
- Ludwigsorden (Bayern) (1817)